# 梅雨小袖昔八丈

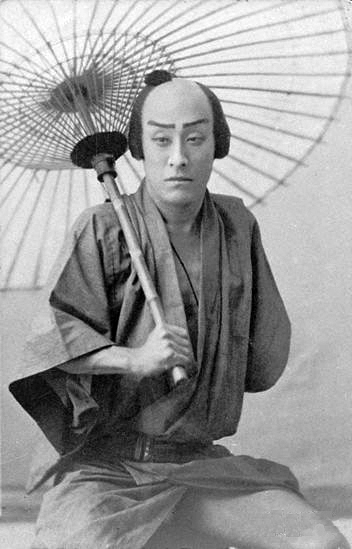
五代目尾上菊五郎の髪結新三。

『梅雨小袖昔八丈』（つゆこそでむかしはちじょう）とは、歌舞伎の演目のひとつ。全四幕。明治6年（1873年）6月、東京中村座にて初演。二代目河竹新七（河竹黙阿弥）の作。通称『髪結新三』（かみゆいしんざ）。

## あらすじ

### 序幕
（白子屋見世の場）江戸新材木町に大店を構える材木問屋の白子屋は、主の庄三郎が商売をしくじり、さらに庄三郎が病死してからはいよいよ左前となってまともな材木を仕入れることも出来ず、五百両という大枚の借金を作っていた。庄三郎の女房お常は後家として白子屋を守ってきたが、この五百両の返済に窮し、やむなく一人娘のお熊に婿をとらせて凌ぐことにした。その婿の持ってくる持参金によって借金を返済しようという心積りである。お熊はすでに店の手代忠七と恋仲であり婿取りを嫌がるも、母お常の説得にいったんは承知するしかなかった。婿取りの話を聞いた忠七もお店やお常への義理を思い、致し方ないとお熊のことを諦めようとする。それでもお熊は祝言をさせられるのが気に染まず、自分を連れて駆け落ちしてくれと忠七に訴える。だがその様子を、白子屋に出入りする廻り髪結の新三が表で聞いていた。
忠七はなんとかお熊をなだめ、お熊は奥へゆき忠七ひとりきりとなる。そこへ新三が入ってきて、忠七の髪を撫で付けながらお熊との駆け落ちを熱心に勧め、隠れる所に困るなら深川の富吉町にある自分の住いに来るといいといって白子屋を出る。それを聞いていたお熊も再び奥より出て、忠七に今宵のうちに連れて逃げて、そうでなければ身を投げて死ぬとまでいうので、忠七も性根を据えてお熊との駆け落ちを決意するのだった。
（材木町河岸の場）暗い時分となり、忠七とお熊は白子屋を抜け出して近くの材木河岸まで来て新三と落ち合う。新三は駕籠を用意しており、お熊をそれに乗せると新三の住いに向い、新三と忠七もその場を去る。その忠七を白子屋の女中お菊がすれ違いざまに見るが、お熊と忠七が姿を消したという知らせを聞き、そんならもしやと思うところへ五月の雨が降り出した。
（永代橋川端の場）お熊を乗せた駕籠は永代橋を通り過ぎ、その後を遅れて新三と忠七が相合傘で雨をよけながら道を行く。しかし忠七が履物の鼻緒を切らしたのを汐に新三はそれまでの態度を変え、ひとり道を急ごうとする。鼻緒をすげるから待ってくれという忠七に、新三はもとからお熊を自分のものとするために連れ出したのだと悪態をつく。騙されたと知った忠七は新三に取り付くが、傘で散々に打たれ、挙句は下駄で殴られると額より血を出して倒れる。それを新三はざまあみやがれとせせら笑いながら去った。
ひとり残された忠七はあとを追おうとするも、新三の住いが富吉町のどこかは聞いていなかった。忠七は自分のしたことを悔い、お熊やお常への申し訳に永代橋から身を投げようとする。それを止めたのは、白子屋にも知られた乗物町の侠客弥太五郎源七であった。

### 二幕目
（乗物町源七内の場）次の日のこと。お菊のおじでこれも白子屋に出入りする車力の善八は、お常に新三からお熊を取り返すよう言い付かったが、もともと人のよい善八は新三のようなチンピラとやりあう度胸が無い。そこで乗物町の親分源七を頼ろうとその家を訪ね、源七に事情を話し、お熊を取り返してくれるよう頼む。源七もそのあらましは聞いていたものの、新三のような小物を相手にして、もしうまくいかなかったら沽券にかかわる…と気乗りがしなかった。そもそも新三は、上総無宿で入れ墨の入った前科者という小悪党である。しかし話を聞いていた源七の女房お仲も口添えするので、源七もやっと腰を上げ、善八とともに新三のもとへと向かうのだった。
（富吉町新三内の場）新三の住む富吉町の長屋では、新三の子分の勝奴が留守をしており、連れて来られたお熊は新三に散々慰みものにされた挙句、戸棚（押入れ）に押し込められている。新三が湯屋より帰り、来合わせた棒手振りの魚屋から初鰹を高い値で買う。そこへ善八を連れて源七が訪れた。
新三は源七たちを内に通す。源七がお熊の話をするが、新三はお熊とは惚れあった仲だからここに連れて来たと返すのを拒む。そこで源七は、どうせ金尽くになるだろうと思い用意していた十両を出し、これで収めてお熊を返すようにいう。するとそれまで下手に出ていた新三は顔色を変え、十両を源七の顔に叩きつけ、散々に悪態をついた。これには源七も我慢ならず、差していた刀を抜こうとするが、善八が必死にすがって止める。致し方なく源七は、腹に据えかねたもののそのまま新三の内を善八とともに引き上げるのだった。その時、この長屋の家主の女房お角が源七と善八に声をかけてきたが、源七は善八を残し去る。
（同　長屋家主内の場）善八は家主の長兵衛のところに連れてこられ、長兵衛は自分が新三にかけあってやるというので善八は長兵衛を頼むことにした。さらに善八が白子屋から預かっていた三十両を出すと、長兵衛はそれを持って新三のところへ向かう。
（元の新三内の場）新三と勝奴は鰹を肴に酒を飲んでいる。そこへ長兵衛が来る。長兵衛は新三たちと一緒に飲みながらお熊のことを持ち出し、お熊を返すのに三十両で了見しろという。はたして新三は三十両と聞いてごねたが、今度は長兵衛がそれまでとは様子を変え、入れ墨の入った前科者でかどわかしをするような店子は置いておけないから出て行け、それが嫌なら三十両で収めろと新三に迫る。その剣幕にさしもの新三も我を折り、渋々ながらお熊を返すことにした。戸棚に押し込めていたお熊を引き出し長兵衛に渡すと、長兵衛はそれを善八に渡し、お熊は駕籠に乗せられ善八とともに白子屋へ帰った。
お熊を見送った長兵衛に、新三は三十両をねだる。すると長兵衛は十五両だけを渡した。これを不審に思う新三、しかし長兵衛は「鰹は半分もらった」とばかり繰り返す。つまりは骨折り賃に自分が半分貰うのだということである。新三は驚いてお返し申しますと十五両を投げ返したが、それを見た長兵衛が、それならてめえの悪事を訴え出るとまた言い出すので、新三は十五両を受け取るよりほかなかった。そこへお角が来て新三が店賃を溜めていたというと、さらに店賃の分二両も差し引かれた。ところがその時、長兵衛の家に空き巣が入り、箪笥の中身をそっくり持っていったとの知らせ。これにお角は目を回し、長兵衛はびっくりして自分の家へと駆けてゆく。新三と勝奴はこれを見て、やっと溜飲を下げるのであった。

### 三幕目
（材木町白子屋の場）お熊の戻った白子屋に五百両の持参金を持って婿が入った。大店桑名屋のもと番頭だった又四郎である。しかしせっかく婿入りしてお熊と祝言を挙げたはずの又四郎はお熊に寝所から遠ざけられ、使用人たちも陰で又四郎の顔かたちを化け物といって馬鹿にするので又四郎は腹を立て、ついに白子屋から出てゆくと言い出す。又四郎は今はお店にいない忠七の事も耳にしていた。そこへ仲人役の加賀屋藤兵衛やお常が来てなだめるのでどうにか収まり、今夜ついにお熊と寝所を共にできると聞いて又四郎は喜ぶ。
（白子屋奥の間の場）一方お熊は忠七のことが忘れられず、忠七へ婿取りをしたことの申し訳に自害しようとしていた。書置きをして刀を抜き、自らの喉元へ向ける。それを又四郎が見付けてお熊を止めようとしたが、刀を取り上げようとする又四郎と争うはずみに、お熊は誤って又四郎の脇腹を刀で突いてしまう。
手を負わされた又四郎は、さては忠七という者がいるから邪魔な俺を殺すのだなと怒り、刀を取ってお熊を殺そうとする。お菊が飛び出し又四郎を止めるが、なおも怒りに駆られお熊を殺そうとする又四郎、思い余ったお菊はお熊を守るため又四郎の手から刀をもぎ取り、数度にわたって又四郎に斬り付け、とどその脇腹に刀を突っ込むと又四郎は苦しみながら事切れた。すると間をおかずに今度はお菊がその刀で自分の喉をつく。この騒ぎにお常や善八も出てきて、この場の有様を見て仰天する。お菊は自分がお熊の身替りとなって死ぬつもりだと述べ、皆が悲しむ中で事切れるのだった。
（深川閻魔堂橋の場）ところであの弥太五郎源七は、新三に面目を潰されたのを忘れることができず、さらに子分の銀次が勝奴に賭場で痛めつけられたと聞き、もう堪忍がならぬとその遺恨を晴らすことにした。深夜に雨の降るなか、源七は蓑を着て深川の閻魔堂橋まで出向くと、そこに蕎麦屋の屋台があったので蕎麦を一杯頼んだ。源七は蕎麦屋から、新三がいる賭場の場所をそれとなく聞き確かめる。蕎麦屋は去り、源七は新三がここを通りかかるはずと物陰に隠れて待った。
やがて傘を差した新三と勝奴が通りかかり、銀次を痛めつけたことから源七の悪口を言い合っていたが、新三は勝奴に用を言いつけ、勝奴は新三の提灯を借りて来た道を引き返した。新三はそれを見送ってひとり歩もうとすると、源七が姿を現す。源七は刀を抜いて新三に斬りかかり、新三は傘や匕首で歯向かうが源七に手を負わされついには殺された。そこへ以前の蕎麦屋が戻ってきて倒れた新三の死骸につまづきびっくりし、源七はその場を逃れる。
（佐賀町居酒屋の場）閻魔堂橋近くの佐賀町にある居酒屋は、三右衛門とおさがという老夫婦が営む小店で、源七が普段から馴染みにしていた。三右衛門夫婦は駕籠舁きから、近くで人殺しがあったらしいとの話を聞く。いっぽう閻魔堂橋を逃れた源七はこの居酒屋の前を通りかかるが、それを見かけた三右衛門が声をかけた。素通りするつもりだった源七は却って怪しまれるのを恐れ、店先に腰掛けて酒や肴を頼む。客はすでに源七ひとりだけである。
しかし三右衛門は源七の胸元に血が付いているのを見つける。源七は、これは今来た途中で野良犬にからまれそれを斬ったのだとごまかすが、三右衛門は最前聞いた人殺しの話と思い合わせそれと察し、ぐれて勘当同然にしていた息子が立派になって戻ってくるという話に事寄せ、ばくち打ちの稼業はもうやめたほうがいいと意見する。それを聞いた源七は三右衛門の心根に感じつつ、店を後にした。
（佐賀町河岸の場）源七は三右衛門の言葉を思い出しながら佐賀町河岸を行く。すると三右衛門があとを追いかけてきた。源七が手ぬぐいを店に置き忘れたので届けに来たという。その手ぬぐいには血がついていた。源七「とっさん如才もなかろうが、今夜のことは」、三右衛門「けして人には申しませぬ」。源七は手ぬぐいを受け取ると二つ折りにして結び、それを近くの川に投げ込むのだった。

### 四幕目
（御堀土手の場）しかし源七は、結局新三殺しの疑いがかかり町奉行所に呼ばれることになった。方々で身を隠していた忠七は恩のある源七の様子を伺おうと奉行所に行くと、善八に出会う。善八の話によればお熊が忠七のために死のうとして、誤って婿の又四郎に手を負わせ死なすことになったのを、お菊がした事として一旦は届けたが、お熊が改めて自分がした事だと届け出たのでこれも今日呼ばれているのだという。これを聞いた忠七は、こんなことになったのも自分のせいであり、申し訳なさに生きてはいられぬと悔やみ、せめてこの上は源七のために人殺しの罪を被って死のうと決意する。
（町奉行所の場）町奉行大岡越前守が臨席のもと、新三殺しと又四郎殺しについてのお白洲が開かれた。忠七が源七の罪を被ろうと、新三を殺したのは自分だと訴えるが、越前は源七を庇うための偽りと見破る。また源七が閻魔堂橋に置き忘れた蓑も証拠となり、源七は新三殺しを認める。お熊、お常、善八が呼ばれ、お熊は又四郎が死んだときの様子やお菊の事を話す。本当の事を話せば自分が夫殺しの咎で死罪になるにもかかわらず、お菊に対してすまぬと思い正直に話したお熊、また主筋に当たるお熊を思いその罪を被り、自害して果てたお菊の心根に越前は、男子も及ばぬ心底と感じ、「この趣きを進達なし、寛仁のご沙汰願うてやるぞ」とお熊たちに言う。源七は入牢、お熊は母お常が身柄を預かるというお裁きが下り、皆その場を立つのだった。（以上あらすじは、『黙阿彌全集』第十一巻所収の台本に拠った）

## 解説
本作は大岡政談の白子屋お熊の事件を題材とする。享保12年（1727年）に死罪となった白子屋お熊のことについては、すでに安永4年（1775年）に人形浄瑠璃『恋娘昔八丈』として舞台に取り上げられているが、『梅雨小袖昔八丈』が拠りどころにしたのは当時人気の落語家春錦亭柳桜が寄席で語った人情噺である。その内容については明治22年（1889年）に『やまと新聞』の付録として出された『仇娘好八丈』（あだむすめこのみのはちじょう）として残っている。もっともこれは新聞の付録としてまとめられたことにより、柳桜が語った内容そのままではないらしいことが指摘されており、またこの話はもともと乾坤坊良斎の作で良斎が語っていたのを、柳桜が敷衍したものだという。ともあれ二代目河竹新七こと河竹黙阿弥はこの人情噺を材料にし、五代目尾上菊五郎にあてはめて『梅雨小袖昔八丈』を書下ろしたのである。
しかし『梅雨小袖昔八丈』は芝居の脚本とするために、『仇娘好八丈』に見られる内容や登場人物をかなり整理し、改変しているのがうかがえる。たとえば忠七は従来からの芝居にあるような二枚目に、お熊やお常も婿の又四郎を殺そうとする毒婦といった人物なのを、お熊は振袖姿の大店のお嬢様、お常は亭主亡き後のお店を守る貞節な後家といったふうに書替えられている。弥太五郎源七も『仇娘好八丈』では新三を殺したあと、三右衛門夫婦を結局は口封じに殺してしまう残酷さを見せる。おおむね『仇娘好八丈』の通りといえるのは、廻り髪結の新三をめぐる部分である。現在ではこの新三の出る序幕と二幕目、及び三幕目の「閻魔堂橋」がもっぱら上演され、本来の白子屋事件にかかわる件りはほとんど上演されることがない。
新三は、二代目尾上松緑の言葉を借りれば「ずいぶん嫌なやつ」である。最初は親切そうな様子で人に近づき、そのあと本性を現して商家のお嬢様をかどわかし慰み物にする。親分と呼ばれる源七が出向いても馬鹿にして相手にしない。だが家主の長兵衛にはこの新三でも敵わなかった。
長兵衛が新三のところに行き、はじめはおだてて機嫌を取るように見せるが、新三がごねだすと「むむ聞かれざあよしにしろ、おれが言うことをきかなけりゃあ、その分じゃあ措きゃあしねえ、この趣を言い立てて召し連れ訴えをするからそう思え」とまくしたてる。新三は「物相飯も食ってきた上総無宿の入れ墨新三だ」、つまり自分は牢にも入った前科者だとすごんでみせるが、長兵衛に「入れ墨というものをてめえはなんと心得てる、人交わりの出来ねえしるしだ」とやりこめられ、結局新三は長兵衛から金を受け取り、お熊を引き渡すことになる。若い怖いもの知らずのごろつき新三が、年寄りの長兵衛にやりこめられるというのが、この芝居の一番の見どころといえる。しかし長兵衛も「正義の味方」というわけではない。お熊を助けたのも白子屋からの謝礼を頭に入れた上でのことであり、新三からは体よく金を半分まきあげるなど、いわば海千山千といった人物である。初演の時にはこの長兵衛と源七を三代目中村仲蔵が二役で勤めており、長兵衛が鰹は半分貰ったといって新三に十五両渡す件りは大うけしたと伝わる。
また新三も単に悪党というだけの男ではない。明治10年（1877年）に市川九蔵（のちの七代目市川團蔵）が新三を演じたときの評に、「一体に梅幸（五代目菊五郎）のは色気がありすぎて、お熊がどうか新三に惚れて居さうでチト申し分でしたが、此の丈のは全く悪一方で…」（『続々歌舞伎年代記』）とある。菊五郎が演じる新三は、お熊に惚れられそうなほどのいい男で悪党には見えなかったということである。二代目松緑も新三について、「嫌なやつをそのまま出したんでは歌舞伎の世話物にはなりません…『深川佐賀町新三内の場』も、例の平せいの入った手拭を仕立てた浴衣で足駄をはいて、スカッと粋な姿で出てきますし、小判でも、儲けたら儲けただけ勝奴に半分やってしまいます。すなわちどこまでも江戸っ子を見せなくてはならないところが、難しい芝居だと言えましょう」と述べている。また、評論家の渡辺保は「もともと上総出身であり、住所も深川（注：朱引のうちに組み込まれていたものの、江戸初期までは下総国に属していたほか、町地以外は代官所の支配であった）である新三は、江戸（中心部）へのあこがれを抱いている。」と、すがすがしさの中にも、どこか屈折した心理を表現する必要がある役だとしている。なお「永代橋」で新三はそれまでと様子を変え忠七を痛めつけるが、このとき忠七を踏みつけながら「これよく聞けよ、普段は帳場を廻りの髪結、いわば得意のことだから…」で始まる「傘尽くし」というせりふを言う場面も見どころとされる。
そもそも新三という人物は、史実の白子屋事件には出てこない。『恋娘昔八丈』にはお駒（お熊）の恋人として尾花才三郎という二枚目が出てくる。この才三郎は武士で、紛失したお家の重宝を探索するため髪結に身をやつしているという役柄である。また文化13年（1816年）6月、霊岸島で「ひめ」という女が夫を殺す事件があり（この女は他の男と密通していたという）、この事件を当て込み同年9月、中村座で『褄重噂菊月』（つまがさねかねてきくづき）が上演された。これは白子屋事件の人物を使い脚色したもので、この『褄重噂菊月』に年増の人妻であるお駒（お熊）の密通の相手として登場するのが、五代目松本幸四郎演じる「髪結の才三」であった。「ずいぶん嫌なやつ」でありながら、女のほうから惚れられそうなほどの男前という髪結新三とは、『褄重噂菊月』の才三や霊岸島での夫殺し、また『恋娘昔八丈』の髪結に身をやつす尾花才三郎の印象が絡まって出来上がったものだと古井戸秀夫は説いている。
五代目菊五郎はこの髪結新三を当り役とし、そののちは六代目尾上菊五郎と十五代目市村羽左衛門、さらに二代目松緑と十七代目中村勘三郎が新三を当り役にした。松緑と勘三郎亡き後も歌舞伎の人気演目のひとつとして、現在に伝わっている。

## 補足
- 舞台になった場所　『梅雨小袖昔八丈』が舞台とする場所は、おおむね現在の東京都中央区と江東区の地域に当たる。主な場所を現在地に当てはめると以下のようになる。

新材木町 - 白子屋のある場所。現在の日本橋堀留町一丁目のあたり。
永代橋 - 現在もある永代橋。ただし当時架かっていた場所は現在とは異なる。
富吉町 - 新三の長屋がある。現在の佐賀一丁目・永代一丁目。
乗物町（新乗物町） - 弥太五郎源七の住い。新材木町のすぐ隣で現在の日本橋堀留町一丁目。『仇娘好八丈』は源七の住いを葺屋町（現在の日本橋人形町三丁目）としている。
閻魔堂橋（富岡橋） - 現在の福住一丁目の辺りにあった。この地域にはかつて油掘という水路があり、閻魔堂橋はこの油堀に架かっていた。本来は富岡橋と呼ばれたが、近くにある法乗院の閻魔堂にちなんでこのように俗称された。油掘は昭和50年（1975年）から翌年にかけて埋め立てられ、閻魔堂橋も現在は無い。
佐賀町 - 現在の佐賀一〜二丁目。
町奉行所（南町奉行所） - 現在の千代田区有楽町二丁目、有楽町駅の近く。大岡越前こと大岡忠相は享保2年（1717年）から元文元年（1736年）の間、江戸南町奉行の職に就いていた。
- 初鰹　いわゆる鰹の走りで、初物を好む江戸っ子が高い値で買い求めた。この初鰹で舞台に初夏の気分を出す。新三は魚屋から鰹1本を「三分」の値で買っている。ちなみに4分で1両である。この三分が現在でどれほどの金額なのかは、当時とは物の価値観も違い単純に換算できないが、新三と同じ長屋に住む権兵衛が三分で鰹を買ったと聞いて「よく思い切って買いなすったね、わたしなどは三分もあると単衣（ひとえもの）の一枚も買います」と言い、それを聞いた魚屋が「三分でも一両でも高い金を出して買うのは、初というところを買いなさるのだ」というところを見ると、当時の江戸庶民が口にするものとしてはかなりの高値だったようである。それを惜しげもなく、しかも二分金を2枚「借りの内に入れて置いてくんねえ」と魚屋に渡し鰹を買う新三は、江戸っ子らしく気前のよさを見せている。
- 「平清」の浴衣　「新三内の場」で湯屋から帰った新三が着ている浴衣は、「平清」の手ぬぐいを集めて仕立てたものである。「平清」（平せい）とは当時有名な会席料理屋のことで、富岡八幡宮近くの永代寺門前東仲町（現在の富岡一〜二丁目）の内にあった。
- 入れ墨　新三のしている入れ墨とは、前科者のしるしとしてその体に入れられたものである。各地方によりその形状は異なったが、江戸では左ひじの下に2本の輪とし、金十両未満を盗んだ者に対する刑罰であった。長兵衛が「上総無宿の入れ墨新三さ」とうそぶく新三に向かって「入れ墨というものをてめえはなんと心得てる…たとえてめえに墨があろうが知らねえつもりで店（たな）を貸すのだ、表向き聞いた日には一日でも店は貸せねえ」というのは、当時は長屋の店子が罪を犯すと家主も連帯責任で罰せられたので、前科者など問題ありと見られた人物には家主は店を貸さなかったのをあらわしている。
- 家主　長屋を差配する者で大家ともいう。ただし現在のアパートやマンションなどの大家とは身分が違う。家主は地主（土地の所有者）に雇われた者だが、町役人も兼ねていた。町役人は近隣の者に町奉行所からの布告を知らせ、また町内で訴えがあればその取次ぎもする役目であった。新三が最後は長兵衛のいうことを聞いてお熊を渡したのは長兵衛のしたたかさだけではなく、どんなにいきがっていても入れ墨のある前科者の新三は、町奉行所に近しい家主の長兵衛には立場の上でも本来かなわなかったのである。

## 初演の時の主な役割
- 髪結新三、大岡越前守（二役）…五代目尾上菊五郎
- 弥太五郎源七、家主長兵衛（二役）…三代目中村仲蔵
- 白子屋お熊…八代目岩井半四郎
- 手代忠七…初代坂東家橘
- 車力善八、佐賀町居酒屋三右衛門（二役）…中村壽三郎
- 下女お菊…瀬川路之丞
- 長兵衛女房お角…中村鶴蔵
- 下剃勝奴…尾上梅五郎
- 婿又四郎…大谷万作
- 後家お常…岩井繁松